# Hasenfeld
Hasenfeld ist mit knapp 1.200 Einwohnern der größte Stadtteil der Stadt Heimbach im Kreis Düren.

## Lage
Hasenfeld liegt oberhalb des Tales der Rur in der Rureifel im äußersten Norden des Nationalparks Eifel. Im Westen grenzt der Stadtteil an den Rursee, im Süden reicht er bis an das Kraftwerk Heimbach, welches direkt an der Rur liegt. Im Osten geht Hasenfeld unmittelbar zum Hauptort Heimbach über.

## Geschichte
Die Stadt Heimbach kam mit allen Stadtteilen am 1. Januar 1972 vom Kreis Schleiden zum Kreis Düren und wurde mit der Stadt Nideggen zusammengeschlossen. Am 4. August 1972 entschied das Oberverwaltungsgericht in Münster, dass Heimbach wieder eine eigenständige Kommune wird.

## Kirche

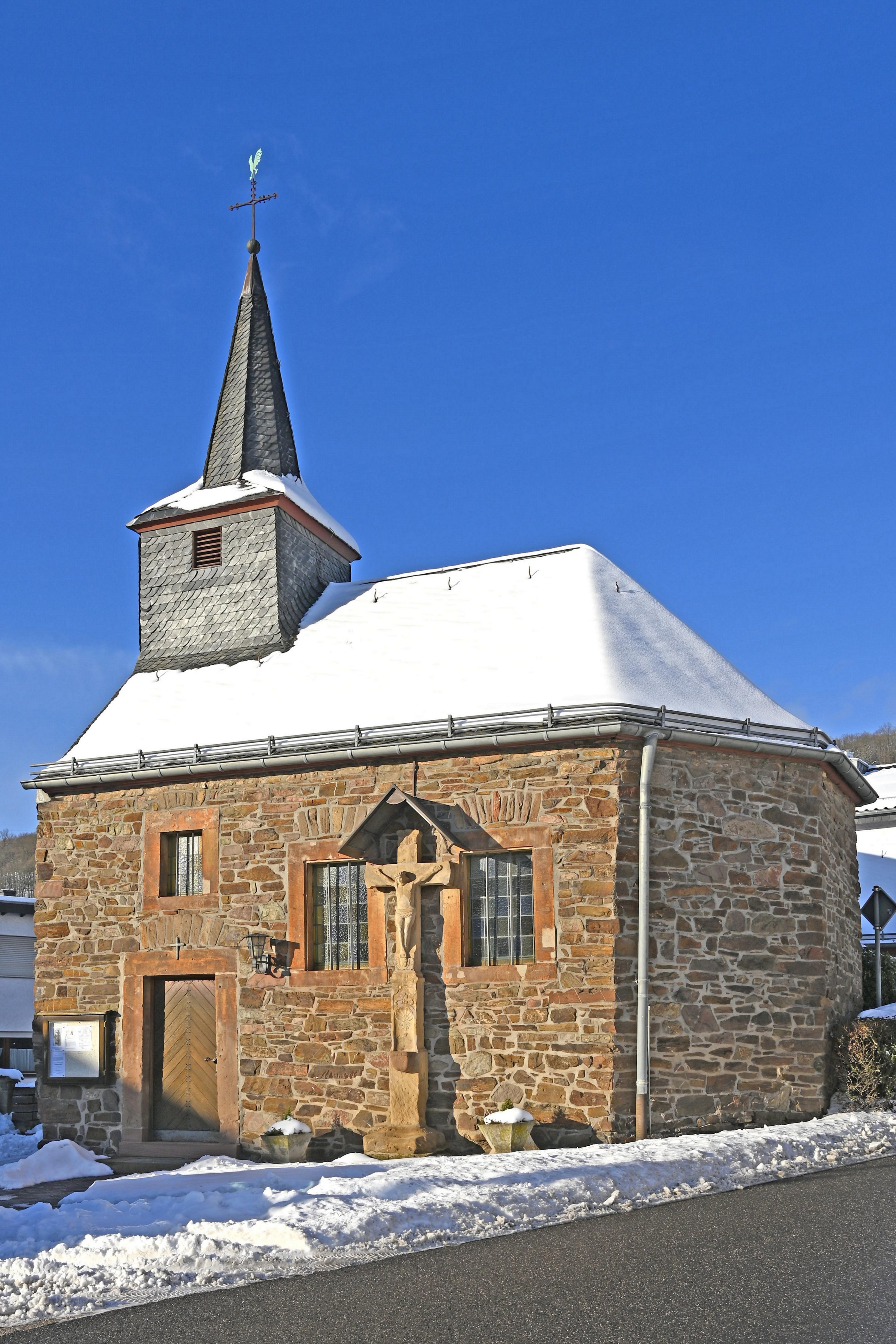
Kapelle St. Nepomuk, erbaut 1751

Die 1754 errichtete und dem hl. Johannes Nepomuk geweihte Kapelle wurde durch Kriegseinwirkung im Zweiten Weltkrieg fast bis zu den Grundmauern zerstört. Die heutige, nunmehr um das sechsfach vergrößerte Kapelle, wurde am 28. November 1952 eingeweiht.

## Verkehr
Durch Hasenfeld führt die Landesstraße 15 vom Heimbacher Stadtkern bis zum Rursee. Hinter Hasenfeld zweigt die Landesstraße 218 nach Schmidt ab.
Der öffentliche Personennahverkehr wird durch die Busse des Rurtalbus (bis 31. Dezember 2019 der BVR) mit der Linie 231 sichergestellt, zusätzlich verkehrt ein Bürgerbus im Heimbacher Ortsverkehr. „Mäxchen“ heißt eine weitere Buslinie des Rurtalbus (früher von der Dürener Kreisbahn mit einem Doppeldeckerbus bedient), die an bestimmten Tagen im Sommer mit Gästeführern durch den Ort und über die Eifelhöhen fährt.
| Linie   | Verlauf |
| ------- | --- |
| 231     | Froitzheim – Ginnick – Embken – Wollersheim – Vlatten – Heimbach Bf – (Hasenfeld – Schwammenauel – Kermeter – Urfttalsperre/Hastenbach / Abtei Mariawald) / (Hergarten – Düttling) – Wolfgarten – Gemünd – Nierfeld – Olef – Schleiden |
| BBH     | Bürgerbus Heimbach: Düttling – Hergarten – (Vlatten –) Heimbach Volksbank – (Kloster Mariawald –) Heimbach Bf – Hasenfeld |
| Mäxchen | Heimbach Bf → (Abtei Mariawald → Kermeter) / Hasenfeld → Schwammenauel (Staumauer) → (Schmidt Wildpark → Schwammenauel (Staumauer) →) Hasenfeld → Heimbach Bf (nur samstags, sonn- und feiertags von Karfreitag bis 1. November)       |

Zwischen 1922 und 1926 führte das Eifelrennen, ein Motorsportwettbewerb, durch Hasenfeld.

## Wirtschaft

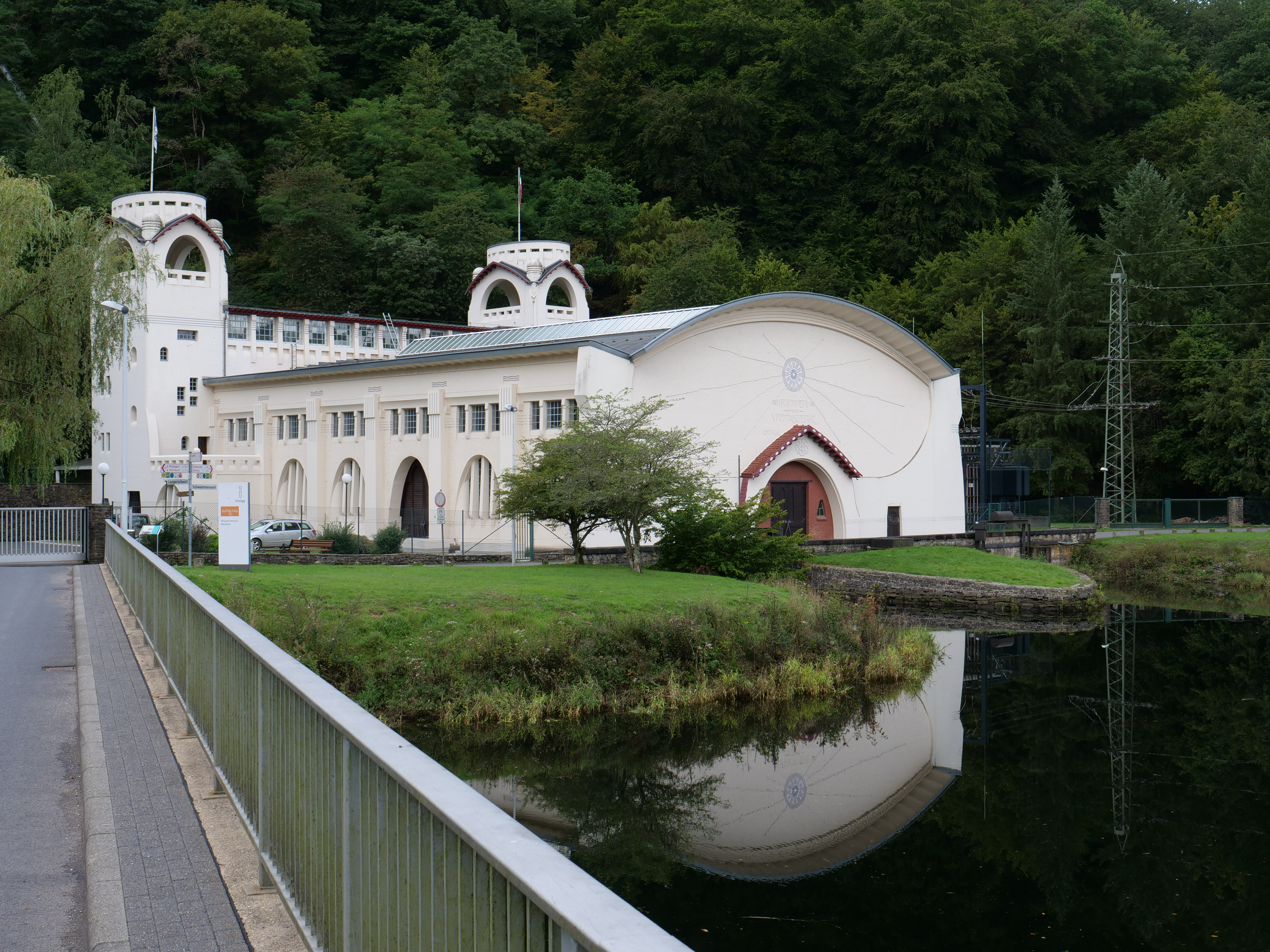
Wasserkraftwerk Heimbach mit Industriemuseum

Die Einwohner leben hauptsächlich vom Tourismus. Direkt an den Ort grenzt ein Campingplatz. Unterhalb von Hasenfeld liegt das RWE Industriemuseum im Kraftwerk Heimbach. Die meisten Besucher kommen auf den umliegenden Großstädten Aachen, Köln und Bonn sowie aus Belgien und den Niederlanden.

## Persönlichkeiten
- Heinrich Heinen (1921–2008), Herausgeber der Kölnischen Rundschau